# Żurawlewka (obwód kurski)
Żurawlewka (ros. Журавлевка) – wieś (ros. деревня, trb. dieriewnia) w zachodniej Rosji, w sielsowiecie pietrowskim rejonu chomutowskiego w obwodzie kurskim.

## Geografia
Miejscowość położona jest w dorzeczu rzeki Pody, 6 km od centrum administracyjnego sielsowietu pietrowskiego (Pody), 19 km od centrum administracyjnego rejonu (Chomutowka), 102 km od Kurska.
W granicach miejscowości znajduje się 9 posesji.

## Demografia
W 2010 r. miejscowość nie posiadała mieszkańców.